# رون ميرسر
رون ميرسر (بالإنجليزية: Ron Mercer)‏ مواليد 18 مايو 1976 في ناشفيل، هو لاعب كرة سلة أمريكي سابق بدأ مسيرته الاحترافية في سنة 1997 وحمل الرقم 5 و33 و1. يبلغ طوله 6 قدم 7 بوصة (2.0 م). اعتزل اللعب في 2005.

## فرق لعب لها
- بوسطن سيلتكس
- دنفر ناغتس
- أورلاندو ماجيك
- شيكاغو بولز
- إنديانا بايسرز
- سان أنطونيو سبرز
- بروكلين نتس

## روابط خارجية
- رون ميرسر على موقع إن بي أي (الإنجليزية)
- رون ميرسر على موقع سبورتس رفرنس (الإنجليزية)
- رون ميرسر على موقع كرة السلة الأوروبية.كوم (الإنجليزية)
- رون ميرسر على موقع كلية كرة السلة في سبورتس رفرنس.كوم (الإنجليزية)
- رون ميرسر على موقع ريلجم (الإنجليزية)
- رون ميرسر على موقع بروبوليرز (الإنجليزية)